# Ligne principale Hidaka
La ligne principale Hidaka (日高本線, Hidaka honsen) est une ligne ferroviaire de la compagnie JR Hokkaido située sur l'île d'Hokkaidō au Japon. Elle relie la gare de Tomakomai à la gare de Mukawa.

## Histoire
- 1913 : ouverture entre Tomakomai et Sarufuto (actuel Tomikawa) par la compagnie Tomakomai Light Railway (苫小牧軽便鉄道, Tomakomai Keiben Tetsudō?)[1]
- 1924 : ouverture entre Sarufuto et Atsuga par la compagnie Hidaka Takushoku Railway (日高拓殖鉄道, Hidaka Takushoku Tetsudō?)
- 1926 : prolongement d'Atsuga à Shizunai
- 1927 : les deux compagnies sont nationalisées et la ligne prend le nom de ligne Hidaka (日高線, Hidaka-sen?)
- 1933 : prolongement de Shizunai à Hidaka-Mitsuishi
- 1935 : prolongement de Hidaka-Mitsuishi à Urakawa
- 1937 : prolongement d'Urakawa à Samani
- 1943 : la ligne prend le nom de ligne principale Hidaka (日高本線, Hidaka honsen?)
- 1987 : transfert de la ligne à la JR Hokkaido
- janvier 2015 : en raison de dégâts causés par des vagues lors d'une tempête, la section Mukawa - Samani est fermée et remplacée par des bus[2]
- septembre 2015 : en raison de dégâts causés par un typhon, la section Mukawa - Samani est de nouveau fermée[3]
- décembre 2016 : JR Hokkaido annonce qu'elle renonce à remettre en état les sections endommagées[1]
- avril 2021 : la section Mukawa - Samani est officiellement fermée à la circulation ferroviaire[4]
- mars 2023 : la gare de Hama-Taura est fermée[5]

## Caractéristiques
- longueur : 30,5 km
- écartement des voies : 1 067 mm
- nombre de voies : 1
- électrification : non
- vitesse maximale : 95 km/h

## Services
La ligne est empruntée uniquement par des trains locaux (omnibus).

## Liste des gares
La ligne comporte 5 gares. Seule la gare de Tomakomai en commun avec la ligne principale Muroran est numérotée.
| Numéro | Gare        | Nom japonais | Distance (km) | Correspondances       | Localisation | Localisation            |
| ------ | ----------- | ------------ | ------------- | --------------------- | ------------ | ----------------------- |
| H18    | Tomakomai   | 苫小牧       | 0             | JR Hokkaido : Muroran | Tomakomai    | Sous-préfecture d'Iburi |
|        | Yūfutsu     | 勇払         | 13,1          |                       | Tomakomai    | Sous-préfecture d'Iburi |
|        | Hama-Atsuma | 浜厚真       | 22,7          |                       | Atsuma       | Sous-préfecture d'Iburi |
|        | Mukawa (ja) | 鵡川         | 30,5          |                       | Mukawa       | Sous-préfecture d'Iburi |

### Section fermée
| Gare             | Nom japonais | Distance depuis Tomakomai (km) | Localisation | Localisation              |
| ---------------- | ------------ | ------------------------------ | ------------ | ------------------------- |
| Mukawa           | 鵡川         | 30,5                           | Mukawa       | Sous-préfecture d'Iburi   |
| Shiomi           | 汐見         | 34,5                           | Mukawa       | Sous-préfecture d'Iburi   |
| Tomikawa         | 富川         | 43,6                           | Hidaka       | Sous-préfecture de Hidaka |
| Hidaka-Mombetsu  | 日高門別     | 51,3                           | Hidaka       | Sous-préfecture de Hidaka |
| Toyosato         | 豊郷         | 56,3                           | Hidaka       | Sous-préfecture de Hidaka |
| Kiyohata         | 清畠         | 61,1                           | Hidaka       | Sous-préfecture de Hidaka |
| Atsuga           | 厚賀         | 65,6                           | Hidaka       | Sous-préfecture de Hidaka |
| Ōkaribe          | 大狩部       | 71,1                           | Niikappu     | Sous-préfecture de Hidaka |
| Seppu            | 節婦         | 73,1                           | Niikappu     | Sous-préfecture de Hidaka |
| Niikappu         | 新冠         | 77,2                           | Niikappu     | Sous-préfecture de Hidaka |
| Shizunai         | 静内         | 82,1                           | Shinhidaka   | Sous-préfecture de Hidaka |
| Higashi-Shizunai | 東静内       | 90,9                           | Shinhidaka   | Sous-préfecture de Hidaka |
| Harutachi        | 春立         | 97,0                           | Shinhidaka   | Sous-préfecture de Hidaka |
| Hidaka-Tōbetsu   | 日高東別     | 99,4                           | Shinhidaka   | Sous-préfecture de Hidaka |
| Hidaka-Mitsuishi | 日高三石     | 105,8                          | Shinhidaka   | Sous-préfecture de Hidaka |
| Hōei             | 蓬栄         | 109,8                          | Shinhidaka   | Sous-préfecture de Hidaka |
| Honkiri          | 本桐         | 113,0                          | Shinhidaka   | Sous-préfecture de Hidaka |
| Ogifushi         | 荻伏         | 120,2                          | Urakawa      | Sous-préfecture de Hidaka |
| Efue             | 絵笛         | 125,1                          | Urakawa      | Sous-préfecture de Hidaka |
| Urakawa          | 浦河         | 130,3                          | Urakawa      | Sous-préfecture de Hidaka |
| Higashichō       | 東町         | 132,4                          | Urakawa      | Sous-préfecture de Hidaka |
| Hidaka-Horobetsu | 日高幌別     | 136,9                          | Urakawa      | Sous-préfecture de Hidaka |
| Utoma            | 鵜苫         | 141,1                          | Samani       | Sous-préfecture de Hidaka |
| Nishi-Samani     | 西様似       | 143,6                          | Samani       | Sous-préfecture de Hidaka |
| Samani           | 様似         | 146,5                          | Samani       | Sous-préfecture de Hidaka |

## Matériel roulant

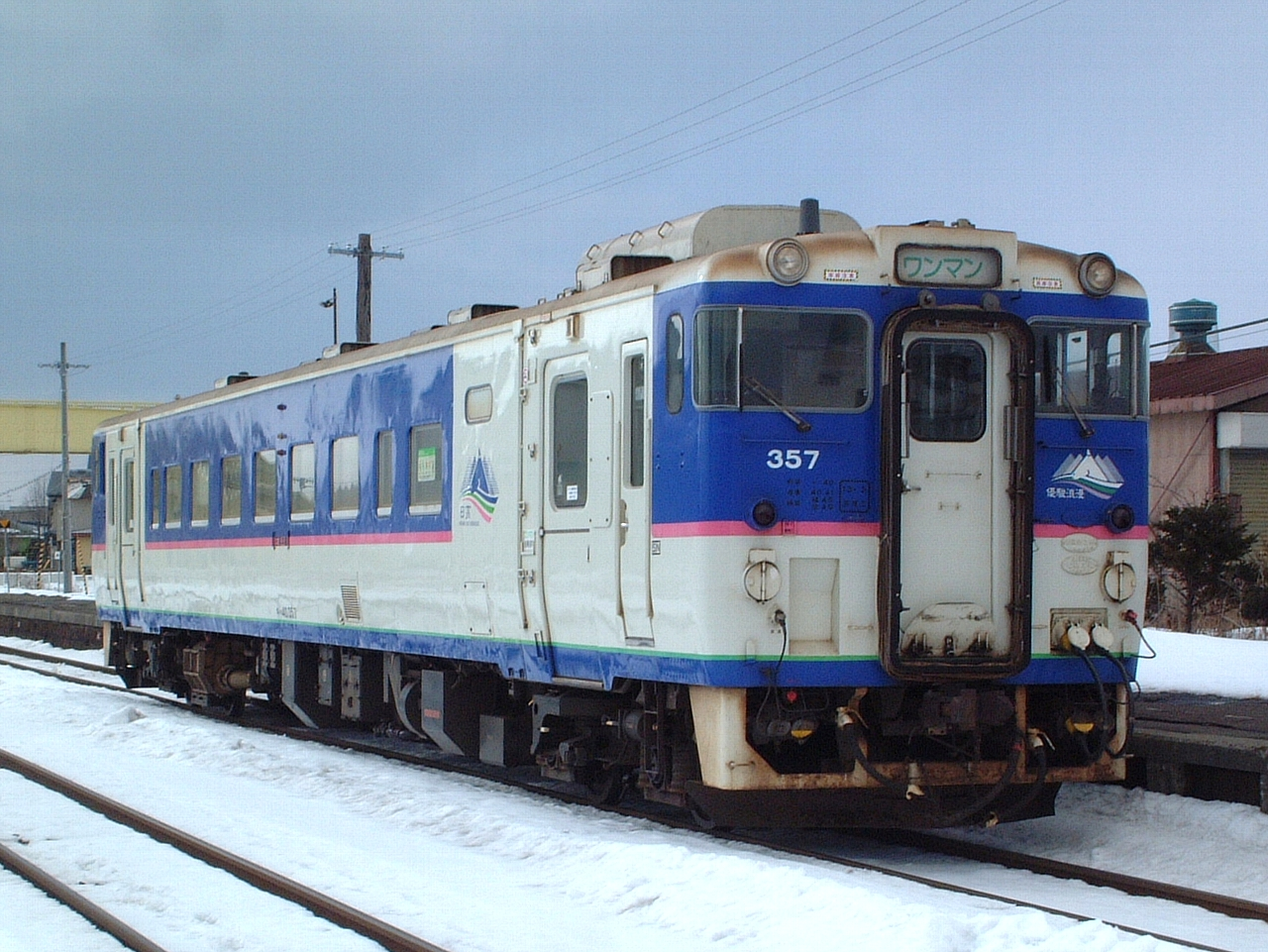
JR série KiHa 40